# Agromyza
Genre
Agromyza est un genre de d'insectes diptères de la famille des Agromyzidae.
Les adultes de ces mouches peuvent être identifiés par la présence de râpes stridulatoires sur les deux premiers tergites abdominaux tant chez le  mâle que chez la femelle. Une autre caractéristique utile est la morphologie des haltères qui sont généralement blanches ou jaunes, parfois plus sombres chez certaines espèces tropicales.
Les larves de ces mouches sont pour la plupart des mineuses qui attaquent de nombreuses espèces de plantes, certaines d'entre elles provoquent la formation de galles.
Plusieurs espèces sont des ravageurs des plantes cultivées ayant une certaine importance économique.

## Liste d'espèces
Selon Catalogue of Life (12 sept. 2013) :
- Agromyza flava

Selon ITIS (12 sept. 2013) :
- Agromyza albertensis Sehgal, 1968
- Agromyza albipennis Meigen, 1830
- Agromyza albitarsis Meigen, 1830
- Agromyza ambigua Fallen, 1823
- Agromyza ambrosivora Spencer, 1969
- Agromyza aprilina Malloch, 1915
- Agromyza aristata Malloch, 1915
- Agromyza bispinata Spencer, 1969
- Agromyza brevispinata Sehgal, 1971
- Agromyza canadensis Malloch, 1913
- Agromyza chillcotti Spencer, 1969
- Agromyza diversa Johnson, 1922
- Agromyza facilis Spencer, 1969
- Agromyza fragariae Malloch, 1913
- Agromyza frontella (Rondani, 1874)
- Agromyza hardyi Spencer, 1986
- Agromyza hockingi Spencer, 1969
- Agromyza isolata Malloch, 1913
- Agromyza kincaidi Malloch, 1913
- Agromyza leechi Spencer, 1969
- Agromyza lucida Hendel, 1920
- Agromyza marmorensis Spencer, 1969
- Agromyza masculina Sehgal, 1968
- Agromyza masoni Spencer, 1969
- Agromyza nearctica Sehgal, 1971
- Agromyza nevadensis Spencer, 1981
- Agromyza nigrella (Rondani, 1875) - mineuse des céréales
- Agromyza nigripes Meigen, 1830
- Agromyza oliverensis Spencer, 1969
- Agromyza pagana Spencer, 1986
- Agromyza pallidiseta Malloch, 1924
- Agromyza parca Spencer, 1986
- Agromyza parilis Spencer, 1986
- Agromyza parvicornis Loew, 1869
- Agromyza potentillae (Kaltenbach, 1864)
- Agromyza proxima Spencer, 1969
- Agromyza pseudoreptans Nowakowski, 1967
- Agromyza pudica Spencer, 1986
- Agromyza reptans Fallen, 1823
- Agromyza schlingerella Spencer, 1981
- Agromyza spiraeoidearum Hering, 1957
- Agromyza subnigripes Malloch, 1913
- Agromyza sulfuriceps Strobl, 1898
- Agromyza tacita Spencer, 1969
- Agromyza tularensis Spencer, 1981
- Agromyza utahensis Spencer, 1986
- Agromyza valdorensis Spencer, 1969
- Agromyza varifrons Coquillett, 1902
- Agromyza virginiensis Spencer, 1977
- Agromyza vockerothi Spencer, 1969

Selon NCBI (12 sept. 2013) :
- Agromyza ambrosivora
- Agromyza frontella
- Agromyza pseudoreptans

Selon  Animal Diversity Web (12 sept. 2013) :
- Agromyza abutilonis
- Agromyza abyssinica
- Agromyza alandensis
- Agromyza albertensis
- Agromyza albicornis
- Agromyza albipennis
- Agromyza albipila
- Agromyza albitarsis
- Agromyza alnibetulae
- Agromyza alnivora
- Agromyza alticeps
- Agromyza alunulata
- Agromyza ambigua
- Agromyza ambrosivora
- Agromyza anderssoni
- Agromyza animata
- Agromyza antennalis
- Agromyza anthracina
- Agromyza anthrax
- Agromyza apfelbecki
- Agromyza aprilina
- Agromyza aristata
- Agromyza artonia
- Agromyza audcenti
- Agromyza baetica
- Agromyza basilaris
- Agromyza betulae
- Agromyza bicaudata
- Agromyza bicophaga
- Agromyza bispinata
- Agromyza bohemani
- Agromyza brachypodii
- Agromyza brevispinata
- Agromyza bromi
- Agromyza brunnicosa
- Agromyza buhriella
- Agromyza burmensis
- Agromyza canadensis
- Agromyza catherinae
- Agromyza cercispinosa
- Agromyza ceylonensis
- Agromyza chillcotti
- Agromyza cinerascens
- Agromyza comosa
- Agromyza confusa
- Agromyza conjuncta
- Agromyza daryalings
- Agromyza demeijerei
- Agromyza dipsaci
- Agromyza distans
- Agromyza diversa
- Agromyza drepanura
- Agromyza erodii
- Agromyza erythrocephala
- Agromyza eyeni
- Agromyza facilis
- Agromyza felleri
- Agromyza ferruginosa
- Agromyza filipendulae
- Agromyza flaviceps
- Agromyza flavipennis
- Agromyza flavisquama
- Agromyza fragariae
- Agromyza frontella
- Agromyza frontosa
- Agromyza fusca
- Agromyza graminacea
- Agromyza graminicola
- Agromyza granadensis
- Agromyza haldwaniensis
- Agromyza hardyi
- Agromyza hendeli
- Agromyza hiemalis
- Agromyza hierroensis
- Agromyza hockingi
- Agromyza hordei
- Agromyza humuli
- Agromyza igniceps
- Agromyza illustris
- Agromyza infusca
- Agromyza insolens
- Agromyza intermittens
- Agromyza isolata
- Agromyza johannae
- Agromyza kiefferi
- Agromyza kincaidi
- Agromyza kolobowai
- Agromyza kumaonensis
- Agromyza kusumae
- Agromyza lapponica
- Agromyza lathyri
- Agromyza latifrons
- Agromyza latipennis
- Agromyza leechi
- Agromyza leptinomentula
- Agromyza liriomyzina
- Agromyza lithospermi
- Agromyza lucida
- Agromyza lunulata
- Agromyza luteifrons
- Agromyza lutetarsis
- Agromyza lyneborgi
- Agromyza malaisei
- Agromyza malvaceivora
- Agromyza marionae
- Agromyza marmorensis
- Agromyza masculina
- Agromyza masoni
- Agromyza megaepistoma
- Agromyza megalopsis
- Agromyza mellita
- Agromyza microproboscis
- Agromyza mobilis
- Agromyza morivora
- Agromyza munduleae
- Agromyza myosotidis
- Agromyza myostidis
- Agromyza nana
- Agromyza nearctica
- Agromyza nevadensis
- Agromyza nigrella
- Agromyza nigrescens
- Agromyza nigripes
- Agromyza nigrociliata
- Agromyza obesa
- Agromyza occulta
- Agromyza ocularis
- Agromyza oliverensis
- Agromyza oliviae
- Agromyza orobi
- Agromyza oryzae
- Agromyza pagana
- Agromyza paganella
- Agromyza pallidifrons
- Agromyza pallidiseta
- Agromyza panici
- Agromyza papuensis
- Agromyza parca
- Agromyza parilis
- Agromyza parvicornis
- Agromyza pascuum
- Agromyza paucineura
- Agromyza penniseti
- Agromyza pennisetivora
- Agromyza phragmitidis
- Agromyza phylloposthia
- Agromyza pittodes
- Agromyza plaumanni
- Agromyza plebeia
- Agromyza polygoni
- Agromyza potenillae
- Agromyza potentillae
- Agromyza pratensis
- Agromyza prespana
- Agromyza proxima
- Agromyza pseudoreptans
- Agromyza pseudoruifpes
- Agromyza pudica
- Agromyza pulla
- Agromyza quadriseta
- Agromyza reptans
- Agromyza rondensis
- Agromyza rubi
- Agromyza rubiginosa
- Agromyza rufipes
- Agromyza sahyadriae
- Agromyza salicina
- Agromyza schlingerella
- Agromyza serratimentula
- Agromyza solita
- Agromyza somereni
- Agromyza spenceri
- Agromyza spinisera
- Agromyza spiraeoidearum
- Agromyza stackelbergi
- Agromyza subantennalis
- Agromyza subnigripes
- Agromyza sulfuriceps
- Agromyza susannae
- Agromyza tacita
- Agromyza terebrans
- Agromyza trebinjensis
- Agromyza tularensis
- Agromyza ugandae
- Agromyza uniseta
- Agromyza uralensis
- Agromyza utahensis
- Agromyza valdorensis
- Agromyza varicornis
- Agromyza varifrons
- Agromyza venezolana
- Agromyza venusta
- Agromyza verdensis
- Agromyza viciae
- Agromyza vicifoliae
- Agromyza virginiensis
- Agromyza vitrinervis
- Agromyza vockerothi
- Agromyza wistariae
- Agromyza woerzi
- Agromyza yanonis